# Árvácska (keresztnév)
Az Árvácska magyar eredetű női név, jelentése: árvácska (virág).

## Gyakorisága
Az újszülötteknek adott nevek körében az 1990-es években szórványosan fordult elő. A 2000-es és a 2010-es években sem szerepelt a 100 leggyakrabban adott női név között.
A teljes népességre vonatkozóan az Árvácska sem a 2000-es, sem a 2010-es években nem szerepelt a 100 leggyakrabban viselt női név között.

## Névnapok
május 5., július 27.

## Egyéb Árvácskák
- árvácska virág
- Móricz Zsigmond Árvácska című regényének alakja